# Goffredo di Montbray

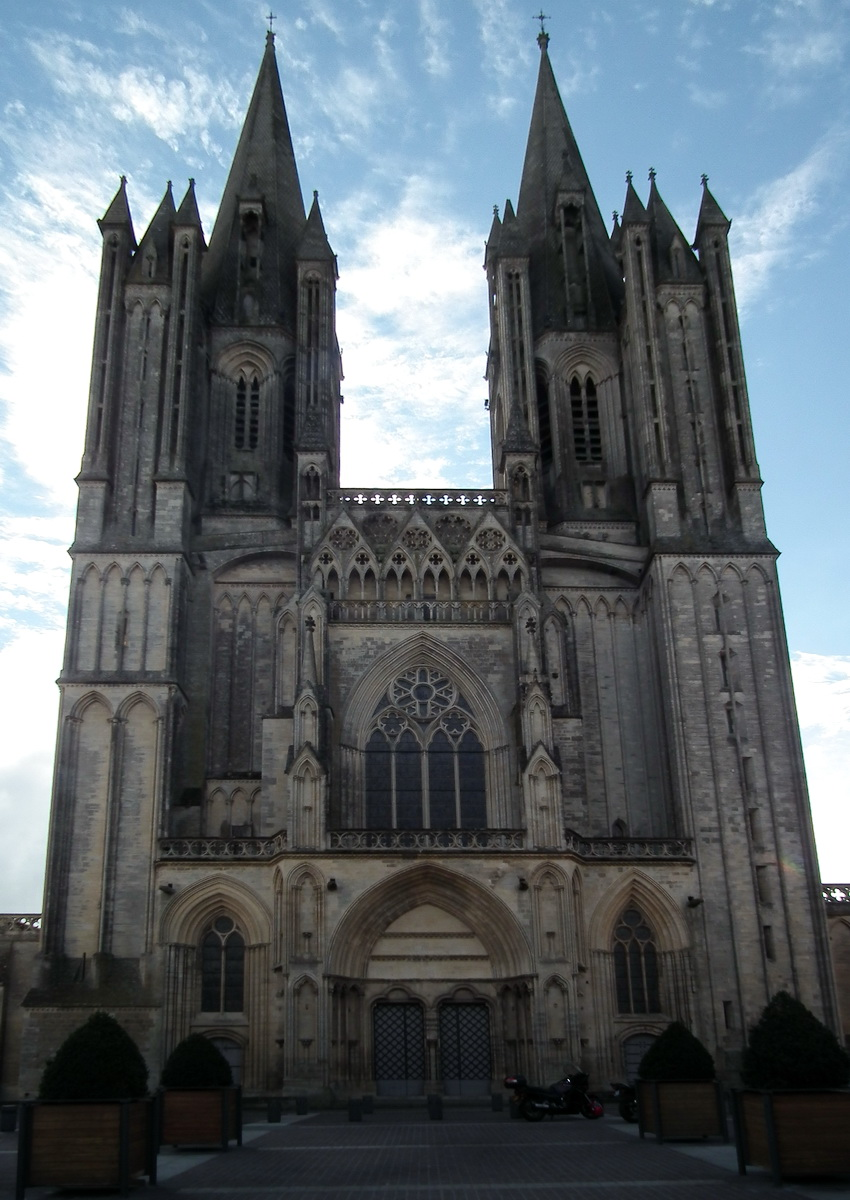
La grande chiesa di Goffredo fa ora parte della Cattedrale di Coutances, Francia

Goffredo di Montbray (... – Coutances, 1093), noto anche come Goffredo di Coutances, è stato un vescovo cattolico, consigliere fidato di Guglielmo il Conquistatore, guerriero e amministratore. Suo nipote ed erede fu Roberto di Mowbray.

## Carriera ecclesiastica
Stando al suo nome, Goffredo proveniva da Montbray, nella regione della Manica, nell'arrondissement di Saint-Lô, in Bassa-Normandia, appartenente all'ex Ducato di Normandia.
Nel 1049 ottenne il vescovado di Coutances grazie all'influenza di suo fratello Mauger. Fu consacrato a Rouen il 12 marzo 1049, presumibilmente dallo stesso Mauger, a quel tempo arcivescovo di Rouen. Nello stesso anno, al Concilio di Reims fu accusato di simonia, cioè di aver acquistato la sua sede vescovile. Difendendosi abilmente, Goffredo affermò che suo fratello aveva acquistato il vescovado per lui a sua insaputa. Gli fu permesso di mantenere la sede vescovile, purché prestasse un giuramento di buona fede.
Per quanto irregolare fosse stata la sua elezione al vescovado, Goffredo scoprì che la sua nuova diocesi era in pessime condizioni. Per quasi un secolo la chiesa del Cotentin non si era ripresa dalla distruzione per mano dei norreni. C'era un paganesimo ostinato, pochi canonici e nessun libro, Bibbia od ornamento. Una lunga serie di vescovi prima di lui aveva risieduto a Rouen o Saint-Lô ed essendo così lontani dalla diocesi avevano fatto ben poco per restaurare la sede di Coutances. Le poche reliquie che gli ex chierici erano riusciti a salvare insieme ai corpi di due vescovi, San Laudo (morto nel 565) e San Rumphario (morto intorno al 586), erano state conservate presso la chiesa di San Salvatore a Rouen, che il conte Rollone aveva donato al vescovo Teodorico di Coutances come cattedrale temporanea.

## Carriera militare
Goffredo fu presente alla battaglia di Hastings e durante la successiva incoronazione di Guglielmo a re d'Inghilterra fu lui a presentarlo ai suoi nuovi sudditi in francese (l'arcivescovo Aldred fece la presentazione in inglese). La sua ricompensa in Inghilterra fu un grande feudo sparso in 12 contee.
Goffredo accompagnò Guglielmo nella sua visita in Normandia nel 1067. Tornato in Inghilterra, assunse un ruolo di primo piano nella repressione dell'ondata di ribellioni che scoppiarono alla fine dell'estate del 1069. Mentre Guglielmo marciava verso nord contro le rivolte di Mercia e Northumbria, Goffredo radunò truppe dalle forze che occupavano Londra, Winchester e Salisbury e le condusse alla vittoria contro i ribelli, assediando il castello di Montacute nel settembre del 1069.
Nel 1075 scese nuovamente in campo contro la rivolta dei conti, guidando, con il vescovo Oddone di Bayeux, un grande esercito contro Ralph de Gael, il conte ribelle di Norfolk, che assediò e catturò la sua roccaforte a Norwich.
Nel frattempo il Conquistatore lo aveva investito di importanti funzioni giudiziarie. Nel 1072 presiedette la grande causa del Kent tra il primate e il vescovo Oddone e, all'incirca nello stesso periodo, quella tra l'abate di Ely e coloro che lo avevano depredato e quella tra il vescovo di Worcester e l'abate di Ely. Probabilmente agì anche come commissario per la redazione del Domesday Book (1086) e, più o meno nello stesso periodo, fu posto a capo del Northumberland. Inoltre sottoscrisse l'Accordo di Winchester.
Il vescovo Goffredo, che partecipò ai funerali del Conquistatore, nel 1088 si unì alla rivolta contro Guglielmo il Rosso, facendo di Bristol – con la quale (come dimostra il Domesday Book) era strettamente legato e dove aveva costruito un castello fortificato – la sua base operativa. Bruciò Bath e devastò il Somerset, ma, prima della fine dell'anno, si sottomise al re. Sembra che fosse a Dover con Guglielmo II nel gennaio 1090, ma poi si ritirò in Normandia e morì a Coutances nel 1093.

## Reputazione
Orderico Vitale scrisse che Goffredo di Montbray era orgoglioso della sua nobile nascita ed era meglio conosciuto per le sue capacità militari che per quelle ecclesiastiche; era molto più bravo a schierare i soldati in battaglia che a insegnare ai chierici a cantare i salmi. Egli era parte integrante del ristretto gruppo aristocratico che formava la maggioranza dell'episcopato normanno durante il regno del duca Guglielmo. Secondo David C. Douglas, i rami di questo gruppo aristocratico possono essere visualizzate all'interno di due alberi genealogici molto ristretti e collegati tra loro.